# Étienne Saqr
Étienne Saqr, noto anche con lo pseudonimo di Abū Arz (in arabo إتيان صقر‎?; Ain Ebel, 1937), è un politico libanese, fondatore del partito politico Guardiani del Cedro.
Ha preso parte alla guerra civile libanese e combattuto nello schieramento cristiano conservatore (Fronte Libanese) contro le milizie palestinesi insediatesi nel suo Paese.
Alleato d'Israele, con l'occupazione siriana, viene condannato a morte per questo motivo ed è quindi costretto a vivere in esilio dalla fine del conflitto civile.
Étienne Saqr è padre di tre figli. Il primo si chiama Arz Saqr mentre due sue sorelle, che esercitano la professione di cantanti e che godono di vasta popolarità, si chiamano Karol Sakr e Pascale Sakr.